# Jan van Goyen

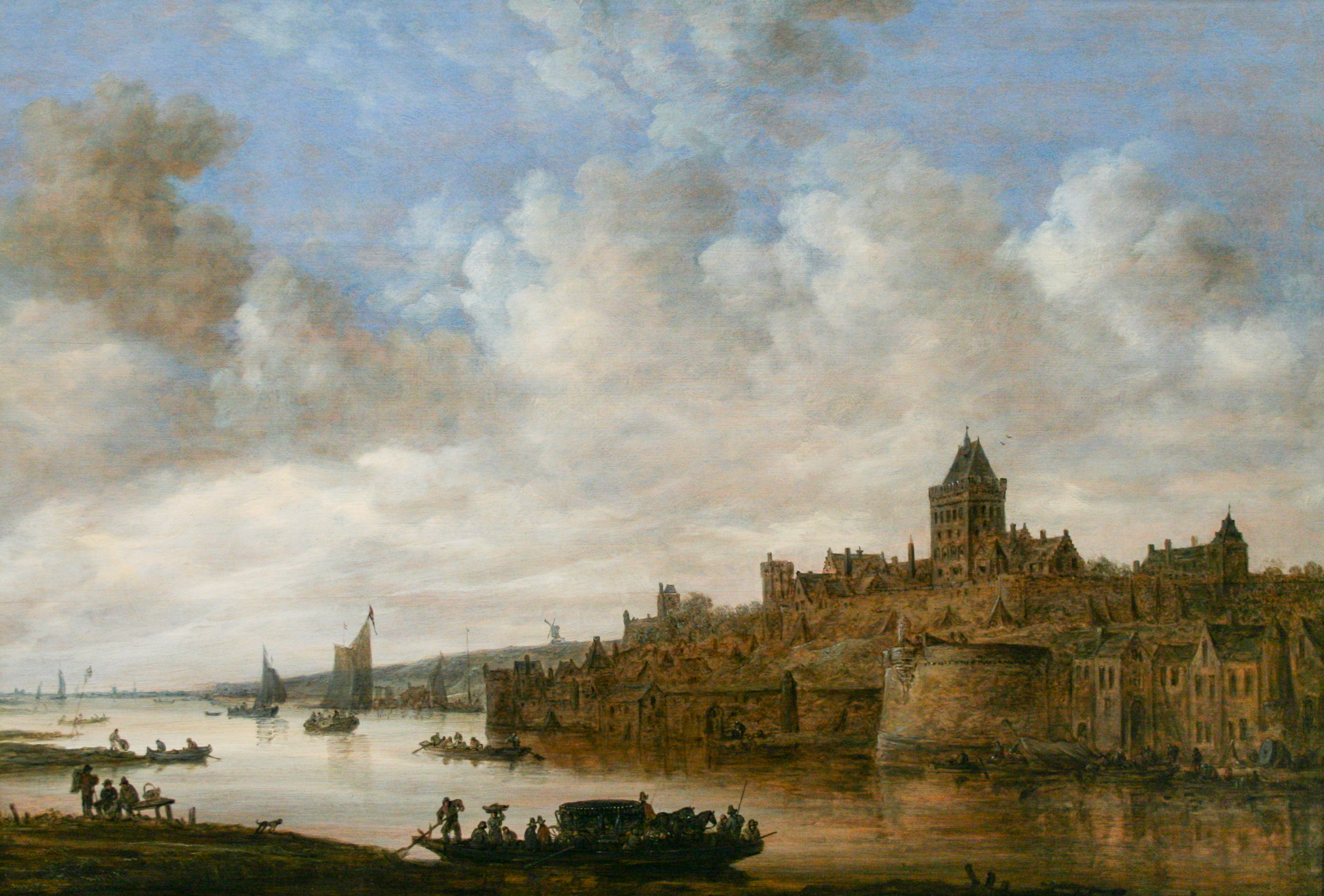
Nijmegen látképe

Jan van Goyen (Leiden, 1596. január 13. — Hága, 1656. április 27.)  holland tájképfestő és rézkarcoló a holland festészet aranykorából. Tájképeken kívül történelmi témájú képeket és csendéleteket festett.

## Életpályája
Cipészmester családjában látta meg a napvilágot Leidenben, Leiden a 17-18. században számos művész bölcsője volt és a szabad Hollandia szellemi központja. Van Goyen grafikai és festészeti tanulmányait Leidenben, majd Hoornban végezte, aztán két évet Franciaországban töltött tapasztalatszerzés céljából. 1616-ban Haarlemben Esaias van de Velde tanítványa. Van Goyen pályája kezdetén Van de Velde újszerű, de még elfogult, nehézkes modorában kezdett festeni (Berlin, Braunschweig, Bréma városképei), feltehetően Hendrick Avercamp is hatott rá.
Van Goyen azonban csakhamar megtalálta saját egyéni stílusát, lefordította az emberi érzelmek nyelvére azokat a rejtett hangulatokat, amelyeket a természet mélyén szemlélődő ember megtalál. Egyszerű festészeti eszközökkel érte el célját, rendszerint képei háromnegyedét a fátyolszerű, felhőzettel borított égbolt alkotja, alatta a táj meleg színeit a napfénytől áthatott párás levegő szűri meg, s mindez egységbe foglalja legjobb tájképeit (Leiden látképe, Alte Pinakothek, München), Drezda látképei, Dordrecht látképe stb. A tájábrázolás újfajta átélése Van Goyen számos kortársát is magával ragadta, köztük Salomon van Ruysdael (1600–1670), Roland Roeghman (1597–1686) és Aert van der Neer (1603–1677), Aelbert Cuyp stb. Van Goyen nyomán mintegy új lendületet kapott a holland tájképfestészet.
Van Goyen tájképei folyópartokat tavakat, csatornákat, utakat, homok dűnéket és tengerpartot ábrázolnak Hága, Rotterdam, Delft, Dordrecht, Leiden, Gouda, Rhenen, Arnhem, Nijmegen, Emmerich és Kleve közelében. Gyakran az évszakok is szerepet játszanak tájábrázolásában, előszeretettel festett téli tájakat, továbbá tengeri és városképeket. Festett még történelmi képeket és csendéleteket, a portréfestéstől elzárkózott, bár tájképein gyakran jelennek meg a tájhoz tartozó figurális alakok.

## Stílusa
A holland barokk stílus irányvonalába tartozik. Rengeteg vázlatot, jegyzetet készített képeihez, s azután valamennyit műtermében festette meg. Halála után, kivált a 19-20. században nagyra értékelték művészetét, számos kiállítást rendeztek műveiből. (legutóbb például 1996-97-ben a De Lakenhal Múzeumban Berlinben, 2009-ben az Amerikai Egyesült Államokban.) Képeinek árai is magasra szöktek, például Kilátás Dordrechtre című festményét 2008-ban 3,5 millió euróért vásárolták meg Jacques Goudstikker műkereskedő örököseitől.

## Mint üzletember
Van Goyen műbecsléssel, sőt műkereskedéssel és tulipánkereskedéssel is foglalkozott, házakat is vásárolt, de nem volt sikeres üzletember, ráfizetéses volt tevékenysége, sok adósságot halmozott fel. Halála után özvegye kifizette az adósságokat, s egy háza maradt.

## Galéria

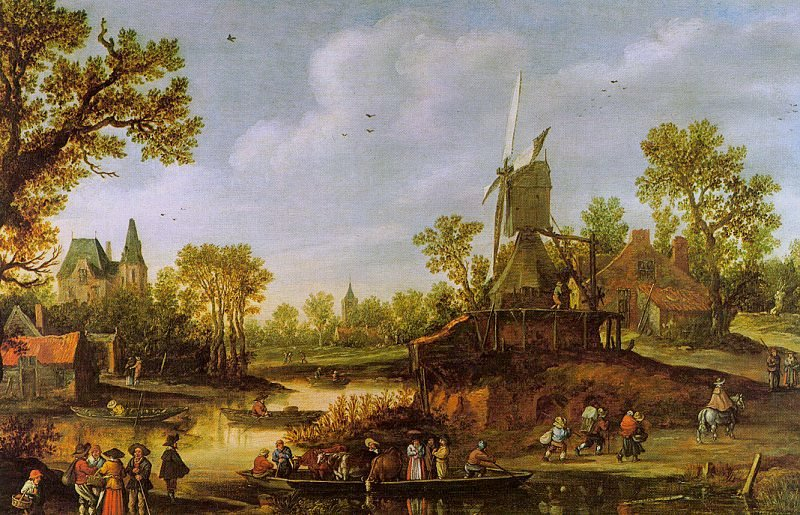
Folyóparti táj (1625)
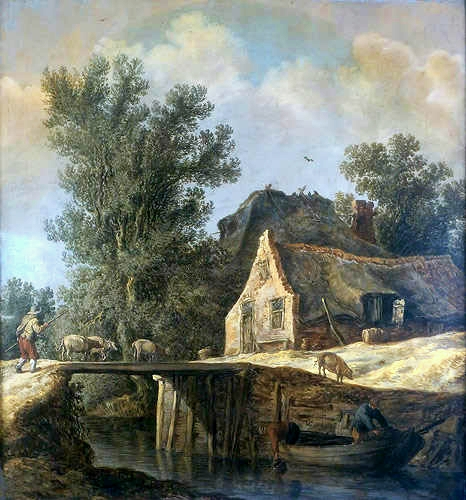
Házak a csatornánál (1630)
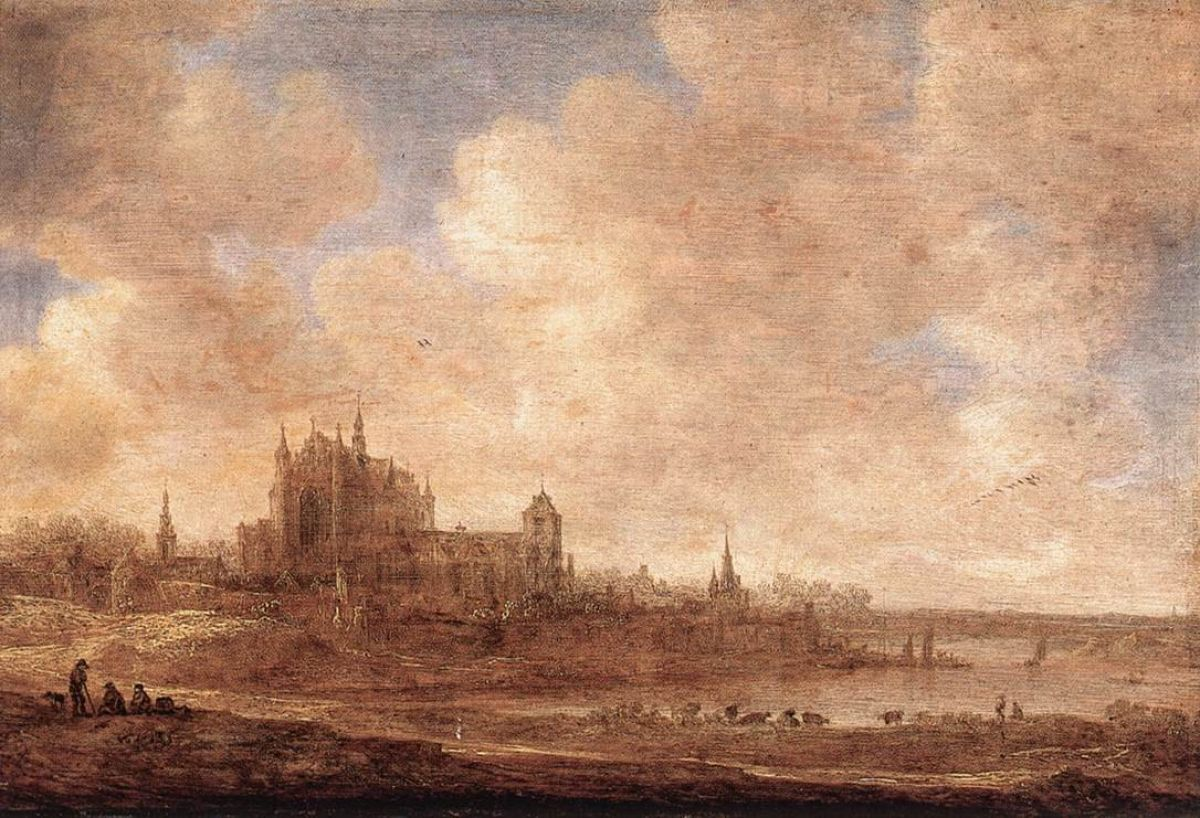
Leiden látképe (1643)
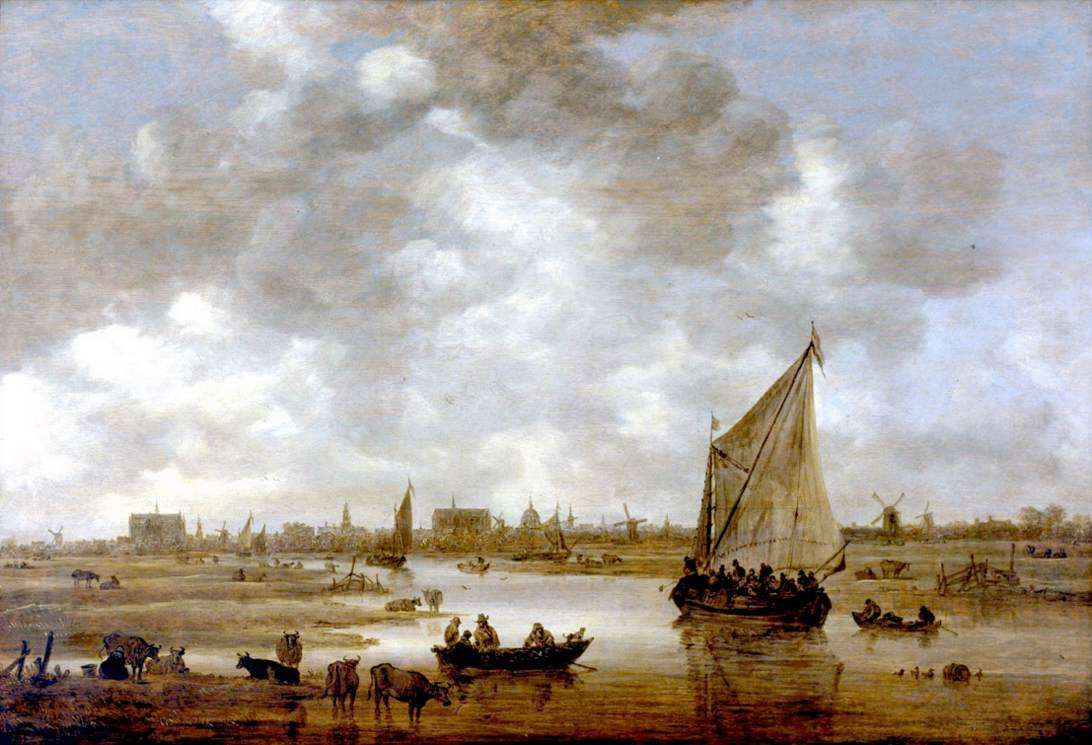
Rálátás Leidenre északkeletről (1650)
Haarlemmermeer (Észak-Hollandia) látképe (1656)